# In de Rooie Haan
In de Rooie Haan was een kritisch radioprogramma van de VARA in de jaren zeventig en tachtig. De eerste aflevering werd op 5 januari 1974 uitgezonden.
Het programma werd rechtstreeks uitgezonden op Hilversum 1 en vanaf 1 december 1985 Radio 2 vanuit de studio in Hilversum, maar later ook op locatie, en was een mengeling van politiek en cabaret en stond bekend als linksgeoriënteerd. Het werd gepresenteerd door diverse coryfeeën van de VARA, in de loop der jaren onder anderen Leonie van Bladel, Wim Bosboom, Felix Meurders, Henny Stoel en Paul Witteman. Ook werd elke week een lied gezongen door de vaste zangeres Nelleke Burg, op tekst van Jack Gadellaa. Bekende eindredacteuren waren Jan Nagel (tevens bedenker van het programma) en Ger Ackermans.
Naast spraakmakende interviews en de peilingen van Maurice de Hond waren de beursberichten van Koos Zwart (zoon van minister Irene Vorrink en Joop Zwart) een vast onderdeel. De beursberichten betroffen de geldende prijzen van de diverse softdrugs op de Nederlandse markt. Een vast onderdeel was de "Stamtafel" waarin op satirische wijze de politiek werd besproken door typetjes die soms gelijkenis hadden met een bestaande politicus. 
In oktober 1988 werd het programma opgevolgd door Spijkers met koppen, gepresenteerd door Jack Spijkerman.
Op 11 januari 2014 werd vanuit de Rode Hoed in Amsterdam het programma nog eenmalig uitgezonden ter gelegenheid van het denkbeeldige 40-jarig jubileum. In deze uitzending werd met presentatoren en gasten van vroeger teruggeblikt op het programma maar ook de huidige politieke situatie werd besproken.